# Opor (góra)
Opor – góra w Chorwacji, położona na terenie Dalmacji.
Wznosi się nieopodal Kašteli. Jej wysokość wynosi 647 m n.p.m. (szczyt Crni Krug). Rozciąga się na długości ok. 4 km. Od Kozjaku oddziela ją przełęcz Malačka. Jest zbudowana z wapienia.
U jej podnóża poprowadzono linię kolejową ze Splitu do Knina i Szybenika.